# 维拉巴泰
维拉巴泰（義大利語：Villabate），是意大利西西里大区巴勒莫广域市的一个市镇。总面积3.83平方公里，人口20401人，人口密度5326.6人/平方公里（2009年）。ISTAT代码为082079。